# Питър Грийн
 Тази статия е за британския музикант.  За актьора вижте Питър Грийн (актьор).  
Питър Грийн (на английски: Peter Green) е английски блус рок китарист.
Той е роден на 29 октомври 1946 година в Лондон. Започва музикалната си кариера в средата на 60-те години и през 1966 година заменя Ерик Клептън в блус рок групата Джон Мейол и Блусбрейкърс. През следващата година основава Флийтуд Мак, която през следващите години е сред водещите представители на вълната на британския блус. Грийн напуска Флийтуд Мак в началото на 70-те, а малко по-късно получава тежко психическо заболяване. Подновява музикалната си дейност през 90-те години.